# الطب الوراثي المخصص
علم الوراثة المخصصة هو مجال دراسي مستمد من علم الوراثة البشرية لتحليل وتفسير المعلومات الجينية الفردية من خلال تسلسل الجينوم لتحديد الاختلافات الجينية مقارنة بمكتبة التسلسلات المعروفة. علماء الوراثة حول العالم عملوا معًا على مدى سنوات طويلة، وبذلوا جهودًا كبيرة لتحديد الترتيب الكامل لجينات الإنسان باستخدام تقنيات متقدمة لتحليل الـDNA، وذلك من خلال مشاريع بحثية دولية ضخمة مثل مشروع الجينوم البشري. الطريقتان الأكثر استخدامًا لتحليل الحمض النووي هما: "تسلسل الإكسوم الكامل" و"تسلسل الجينوم الكامل". يتم استخدام كلا النهجين لتحديد الاختلافات الجينية. أصبح تحليل تسلسل الجينوم أقل تكلفة مع مرور الوقت، مما جعله قابلًا للاستخدام في المجال الطبي. هذا سمح للعلماء بفهم الجينات المسؤولة عن بعض الأمراض.
الطب المُخصص يستخدم المعلومات الجينية لكل شخص لتحديد العلاج الأنسب له، بدلاً من استخدام نفس العلاج لكل المرضى.
يتيح هذا النوع من العلاج للمرضى تجربة أقصى قدر من الفعالية العلاجية وتقليل الآثار السلبية بقدر الامكان. أصبح الطب المُخصص (الذي يعتمد على خصائص كل فرد) مقبولًا على نطاق واسع، وهناك تغييرات حالية في السياسات والبنية التحتية حول العالم تُنفَّذ بهدف تسهيل اعتماد هذا النوع من الطب في مجالات أخرى مستقبلًا.